# Rhogasella straminea
Rhogasella straminea är en stekelart som beskrevs av Baker 1917. Rhogasella straminea ingår i släktet Rhogasella och familjen bracksteklar. Inga underarter finns listade i Catalogue of Life.